# Teinobasis rubricauda
Teinobasis rubricauda – gatunek ważki z rodziny łątkowatych (Coenagrionidae).